# 황남초등학교
황남초등학교는 대한민국 경상북도 경주시 용강동에 있는 공립 초등학교이다.

## 학교 연혁
- 1940년 5월 5일 : 황남공립심상소학교로 개교
- 1941년 4월 1일 : 황남공립국민학교로 개칭
- 1989년 3월 1일 : 사정국민학교(현 : 신라초등학교)으로 이관
- 1996년 3월 1일 : 황남초등학교로 변경
- 2019년 3월 1일 : 황남동[1]에서 용강동으로 신축 이전

## 참고 자료
- 황남초등학교 - 한국교육학술정보원 학교알리미